# Simão Pereira
Simão Pereira is een gemeente in de Braziliaanse deelstaat Minas Gerais. De gemeente telt 2.594 inwoners (schatting 2009).

## Aangrenzende gemeenten
De gemeente grenst aan Belmiro Braga, Matias Barbosa, Santana do Deserto en Comendador Levy Gasparian (RJ).

## Verkeer en vervoer
De plaats ligt aan de radiale snelweg BR-040 tussen Brasilia en Rio de Janeiro. Daarnaast ligt ze aan de weg LMG-874.